# NGC 5082
NGC 5082 је спирална галаксија у сазвежђу Кентаур која се налази на NGC листи објеката дубоког неба.
Деклинација објекта је - 43° 42' 1" а ректасцензија 13h 20m 39,8s. Привидна величина (магнитуда) објекта NGC 5082 износи 12,8 а фотографска магнитуда 13,8. Налази се на удаљености од 47,329 милиона парсека од Сунца. NGC 5082 је још познат и под ознакама ESO 269-89, MCG -7-27-53, DCL 562, PGC 46566.